# Если я останусь (роман)
«Если я останусь» (англ. If I Stay) — подростковый роман, написанный американской писательницей Гейл Форман; опубликован в 2009 году.

## Сюжет
Сюжет романа рассказывает о семнадцатилетней девушке по имени Мия, которая вместе с семьёй — родителями и младшим братом — попадает в автокатастрофу и выживает, лишившись родителей и брата. Однако Мия находится в коме, а её душа бродит по больнице, наблюдая за другими пациентами. Ей предстоит сделать важный выбор: она может жить, и быть со своим парнем по имени Адам, или же может умереть, и тогда она будет со своими близкими, погибшими в автокатастрофе. Она разрывается между родными людьми, так как очень любит свою семью, но при этом любит Адама...

## Продолжение
Продолжение романа «Если я останусь» вышло в 2011 году под названием «Куда она ушла» (англ. Where She Went). Повествование идёт от лица рок-звезды Адама — возлюбленного Мии. Не видевшиеся в течение трёх лет, они встречаются в Нью-Йорке и проводят вместе целую ночь, гуляя по ночному городу.

## Экранизация
Права на экранизацию романа «Если я останусь» в 2009 году приобрела компания Summit Entertainment. Премьера фильма состоялась 22 августа 2014 (в мире), 28 августа (в России). В главной роли — Хлоя Морец.